# Stephopontius ahni
Stephopontius ahni is een eenoogkreeftjessoort uit de familie van de Nanaspididae. De wetenschappelijke naam van de soort is voor het eerst geldig gepubliceerd in 2010 door Kim I.H..